# La Mouche
La Mouche é uma comuna francesa na região administrativa da Normandia, no departamento Mancha. Estende-se por uma área de 4,5 km². Em 2010 a comuna tinha 246 habitantes (densidade: 54,7 hab./km²).